# It's All Too Much
It's All Too Much is een lied van The Beatles, gecomponeerd door groepslid George Harrison. Het staat op het album Yellow Submarine van januari 1969, dat nummers van The Beatles bevat naast instrumentale composities van hun vaste producer George Martin. Het is een van de twee Beatles-nummers op Yellow Submarine dat door Harrison geschreven is, naast Only a Northern Song.

## Achtergrond
Harrison schreef het nummer toen hij onder invloed was van LSD. Hij verklaarde dat hij een rock-'n-rollnummer wou schrijven over de psychedelica van die tijd. Uiteindelijk realiseerde hij zich dat meditatie, en niet druggebruik "echte antwoorden gaf". It's All Too Much is volgens hem op een kinderlijke manier geschreven vanuit inzichten tijdens en na LSD-ervaringen.
Het resultaat wordt vaak "chaotisch" genoemd. Het nummer is duidelijk beïnvloed door het gitaarspel van Jimi Hendrix, een idool van The Beatles. Verder maakt een trompettist op het einde van het nummer een verwijzing naar de Mars van de Prins van Denemarken van Jeremiah Clarke - een voorbode voor het volgende nummer op het album, All You Need Is Love.

## Opname
It's All Too Much is opgenomen tijdens "drie lusteloze dagen" ("three, lackadaisical days") in de De Lane Lea Studios te Londen, een studio in de kelder van een kantoorgebouw recht tegenover metrostation Holborn. George Martin was nog niet terug van zijn vakantie in Zuid-Frankrijk tijdens de opnamesessies op 25 en 26 mei 1967. De band produceerde het daarom zelf. Deze twee opnamedagen verliepen chaotisch, maar de sessie van 2 juni verliep gestructureerder door de terugkomst van Martin, die ook het ensemble van trompetten en basklarinet dirigeerde.

## Muzikanten
Bezetting volgens Ian MacDonald

### The Beatles
- George Harrison - zang (met artificial double-tracking), leadgitaar, Hammondorgel
- Paul McCartney - zang, basgitaar
- John Lennon - zang, leadgitaar
- Ringo Starr - drums, tamboerijn

### Andere muzikanten
- David Mason en drie andere niet genoemde muzikanten - trompet
- Paul Harvey - basklarinet

## Coverversies
It's All Too Much is een uitdrukking van de ideologische thema's rond de Summer of Love van 1967 en werd vaak opgenomen en live gebracht door verschillende artiesten, zoals:
- Gong-gitarist Steve Hillage voor zijn solo-album L uit 1967, en vaak door hem live gespeeld;
- Journey voor hun tweede album Look into the future, tevens uit 1967;
- The House of Love als B-kant van hun single Feel van het album Babe Rainbow uit 1992;
- The Church voor hun cover-album A Bow of Birds uit 1999;
- The Grateful Dead tijdens liveconcerten;
- Paul Gilbert voor het album Space Ship One uit 2005;
- MC5-gitarist Wayne Kramer voor het verzamelalbum ter ere van George Harrison, Songs From the Material World.